# Dabašnica - Srebrenica
Dabašnica - Srebrenica este o arie protejată (sit de importanță comunitară — SCI) din Croația întinsă pe o suprafață de 4,7 ha, integral pe uscat.

## Localizare
Centrul sitului Dabašnica - Srebrenica este situat la coordonatele 44°21′14″N 16°05′02″E / 44.354°N 16.084°E.

## Înființare
Situl Dabašnica - Srebrenica a fost declarat sit de importanță comunitară în iulie 2013 pentru a proteja 1 specie de animale.

## Biodiversitate
Situată în ecoregiunea alpină, aria protejată nu include niciun habitat protejat.
La baza desemnării sitului se află o specie protejată de  nevertebrate: Austropotamobius torrentium.